# Dominicas del Apostolado de Santa Catalina
La Pía Asociación de las Dominicas del Apostolado de Santa Catalina de Siena (en holandés: Zusters Dominicanessen van het Sint Catharina-Apostolaat) es una congregación religiosa católica femenina, de vida apostólica y de derecho diocesano, fundada en 1923 por Dominica Trooster y Jos van Wely, en Zwolle (Países Bajos). A las religiosas de este instituto se les conoce como dominicas del apostolado y posponen a sus nombres las siglas O.P..

## Historia
La congregación fue fundada en 1923 por la religiosa holandesa Dominica Trooster, con la ayuda del fraile dominico Jos van Wely, en Zwolle, en la provincia de Overijssel, en los Países Bajos. La congregación fue agregada a la Orden de Predicadores el mismo año de su fundación y aprobada como pía asociación de derecho diocesano en 1931, por el arzobispo Johannes Henricus Gerardus Jansen, de la arquidiócesis de Utrecht.

## Organización
La Pía Asociación de las Dominicas del Apostolado de Santa Catalina de Siena es una congregación religiosa, de derecho diocesano y centralizada, cuyo gobierno es ejercido por una priora general. Su sede general se encuentra en Enschede (Países Bajos). Las religiosas se dedican a la pastoral social y sanitaria.